# Стасовский сельский совет (Диканьский район)
Стасовский сельский совет (укр. Стасівська сільська рада) — входит в состав
Диканьского района
Полтавской области
Украины.
Административный центр сельского совета находится в
с. Стаси.

## История
- 1918 — дата образования.

## Населённые пункты совета
- с. Стаси
- с. Гавронцы
- с. Глоды
- с. Каменка
- с. Михайловка
- с. Слиньков Яр